# Rostrolina
Rostrolina es un género de foraminífero bentónico considerado un sinónimo posterior de Ellipsopolymorphina de la subfamilia Ellipsoidininae, de la familia Ellipsoidinidae, de la superfamilia Pleurostomelloidea, del suborden Buliminina y del orden Buliminida. Su especie tipo era Polymorphina burdigalensis. Su rango cronoestratigráfico abarcaba el Burdigaliense (Mioceno inferior).

## Discusión
Clasificaciones previas incluían Rostrolina en la subfamilia Pleurostomellinae de la familia Pleurostomellidae, y en el suborden Rotaliina del orden Rotaliida. Rostrolina ha sido considerado también un sinónimo posterior de Polymorphina de la Familia Polymorphinidae.

## Clasificación
Rostrolina incluía a la siguiente especie:
- Rostrolina burdigalensis †